# Augustin Sesmat
Augustin Sesmat, né le 7 avril 1885 à Dieulouard et mort le 12 décembre 1957, est un mathématicien et un logicien français. Il a été professeur d'histoire et de critique des sciences à l'Institut catholique de Paris dans les années 1930. Il a probablement été la première personne à découvrir l'hexagone logique, résolvant ainsi un problème posé par Aristote.

## Travaux
- Le système absolu classique et les mouvements réels, 1936
- Logique. I. Les définitions, les jugements, CNRS, Paris, 1950, 359 pp.[3]
- Logique. II. Les raisonnements, la logistique, Hermann & Cie, Paris,1951, pp. 361-776[2].
- Dialectique, Hamelin et la philosophie chrétienne, Bloud & Gay, Paris, 1955, 38 pp.[4]